# Невинно убиенным
Памятник «Невинно убиенным» — мемориальный комплекс в центре Ростова-на-Дону, воздвигнутый в память о репрессированных с территории Ростовской области в период с 1921 по 1961 год. Памятник открыт в День памяти жертв политических репрессий 30 октября 1994 года по инициативе Ростовской областной ассоциации жертв незаконных политических репрессий «Мемориал» и её председателя, одного из авторов проекта, Э. И. Емельянова. Ежегодно 30 октября у мемориала проходит митинг в память о жертвах политических репрессий и возложение цветов. С 1921 по 1961 год в Ростовской области по политическим мотивам было репрессировано около 90 тысяч человек, из них 16 130 расстреляны. Места захоронений неизвестны.

## Описание

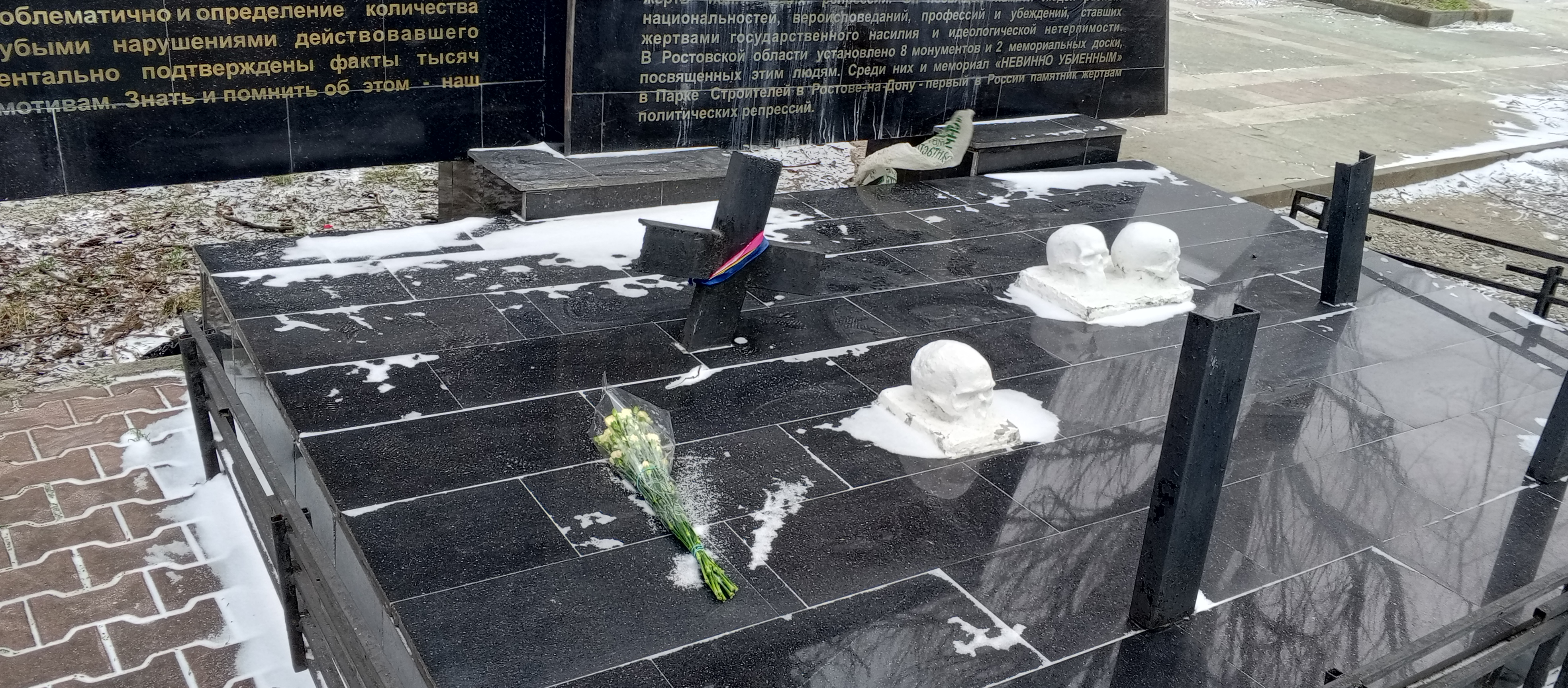
17 февраля 2024 года

Мемориал состоит из трёх мраморных стел и «Стены скорби». Цоколь центральной стелы выкрашен в чёрный цвет, а верхняя часть в белый и кирпично-красный цвета; в центре четырехугольный крест, с обеих сторон от него начертано посвящение: «Невинно убиенным». На вершине установлен шестиугольный металлический крест и символическая решетка под ним. На цоколе памятника — список 192 лагерей и имена содействовавших сооружению мемориала. С обратной стороны центральной стелы изображены символы религиозных конфессий, а также символ коммунистического движения — пятиконечная звезда с серпом и молотом. «Стена скорби» находится за центральной стелой. На ней размещена карта СССР с обозначением главных лагерей. Приведены данные о жертвах политических репрессий по стране в целом и по Ростовской области в частности.
Мемориал подвергался нападениям вандалов более 20 раз. В 2006 комплекс был отреставрирован на средства городской администрации. Мраморные облицовочные плиты были заменены металлическими, был изготовлен новый информационный стенд для «Стены скорби».